# Elaver
Genre
Synonymes
- Heterochemmis F. O. Pickard-Cambridge, 1900
- Clubionoides Edwards, 1958

Elaver est un genre d'araignées aranéomorphes de la famille des Clubionidae.

## Distribution
Les espèces de ce genre se rencontrent en Amérique.

## Liste des espèces
Selon World Spider Catalog (version 26, 18/04/2025) :
- Elaver achuca (Roddy, 1966)
- Elaver albicans (Franganillo, 1930)
- Elaver arawakan Saturnino & Bonaldo, 2015
- Elaver balboae (Chickering, 1937)
- Elaver barroana (Chickering, 1937)
- Elaver beni Saturnino & Bonaldo, 2015
- Elaver brevipes (Keyserling, 1891)
- Elaver calcarata (Kraus, 1955)
- Elaver candelaria Saturnino & Bonaldo, 2015
- Elaver carlota (Bryant, 1940)
- Elaver chisosa (Roddy, 1966)
- Elaver crinophora (Franganillo, 1934)
- Elaver crocota (O. Pickard-Cambridge, 1896)
- Elaver darwichi Saturnino & Bonaldo, 2015
- Elaver depuncta O. Pickard-Cambridge, 1898
- Elaver elaver (Bryant, 1940)
- Elaver excepta (L. Koch, 1866)
- Elaver gibarrai Chamé-Vázquez & Jiménez, 2025
- Elaver grandivulvae (Mello-Leitão, 1930)
- Elaver helenae Saturnino & Bonaldo, 2015
- Elaver hortoni (Chickering, 1937)
- Elaver implicata (Gertsch, 1941)
- Elaver juana (Bryant, 1940)
- Elaver juruti Saturnino & Bonaldo, 2015
- Elaver kohlsi (Gertsch & Jellison, 1939)
- Elaver linguata (F. O. Pickard-Cambridge, 1900)
- Elaver lizae Saturnino & Bonaldo, 2015
- Elaver lutescens (Schmidt, 1971)
- Elaver madera (Roddy, 1966)
- Elaver mirabilis (O. Pickard-Cambridge, 1896)
- Elaver mulaiki (Gertsch, 1935)
- Elaver multinotata (Chickering, 1937)
- Elaver orvillei (Chickering, 1937)
- Elaver placida O. Pickard-Cambridge, 1898
- Elaver portoricensis (Petrunkevitch, 1930)
- Elaver quadrata (Kraus, 1955)
- Elaver richardi (Gertsch, 1941)
- Elaver sericea O. Pickard-Cambridge, 1898
- Elaver shinguito Saturnino & Bonaldo, 2015
- Elaver sigillata (Petrunkevitch, 1925)
- Elaver simplex (O. Pickard-Cambridge, 1896)
- Elaver tenera (Franganillo, 1935)
- Elaver tenuis (Franganillo, 1935)
- Elaver texana (Gertsch, 1933)
- Elaver tigrina O. Pickard-Cambridge, 1898
- Elaver tourinhoae Saturnino & Bonaldo, 2015
- Elaver tricuspis (F. O. Pickard-Cambridge, 1900)
- Elaver tristani (Banks, 1909)
- Elaver tumivulva (Banks, 1909)
- Elaver valvula (F. O. Pickard-Cambridge, 1900)
- Elaver vieirae Saturnino & Bonaldo, 2015
- Elaver wheeleri (Roewer, 1933)

Selon World Spider Catalog (version 23.5, 2023) :
- † Elaver nutua (Wunderlich, 1988)

## Systématique et taxinomie
Ce genre a été décrit par O. Pickard-Cambridge en 1898 dans les Drassidae. Il est placé en synonymie avec Clubiona par Simon en 1903. Il est relevé de synonymie par Brescovit, Bonaldo et Mikhailov en 1994.
Clubionoides a été placé en synonymie par Brescovit, Bonaldo et Mikhailov en 1994.
Heterochemmis a été placé en synonymie par Saturnino et Bonaldo en 2015.

## Publication originale
- O. Pickard-Cambridge, 1898 : Arachnida. Araneida. Biologia Centrali-Americana, Zoology. London, vol. 1, p. 233-288 (texte intégral).